# Karib-tenger
A trópusi fekvésű Karib-tenger az Atlanti-óceán és a Mexikói-öböl között, a Karib-lemezen helyezkedik el.
Délről Venezuela, Kolumbia és Panama, nyugatról Costa Rica, Nicaragua, Honduras, Guatemala, Belize és Mexikó Yucatán-félszigete, északról a Nagy-Antillák szigetei (Kuba, Hispaniola, Jamaica és Puerto Rico), keletről pedig a Kis-Antillák szigetei határolják. A területet összefoglalóan Karib-térség néven tartjuk számon. A terület a karib indiánok törzséről kapta a nevét, amely ez egyik legmeghatározóbb indián csoport volt a térségben, amikor az európai felfedezők megérkeztek oda a 15. század végén. A terület megnevezéseként a spanyol hódítás időszakában az Antillák kifejezés is elterjedt, amely a legendákban szereplő, feltételezett szigetre, a csendes-óceáni „Antilliára” utal.
A Karib-tenger a Föld nyolcadik legnagyobb tengere, területe 2 745 000 km². Legmélyebb pontja a Kajmán-árok (–7686 m) a Kajmán-szigetek és Jamaica között.
Nyílt vízfelületein a szél keltette hullámok magassága eléri a 13 m-t, hosszuk a 180 m-t.
A Karib-tengerből a Mexikói-öbölbe majd az Atlanti-óceánba fut a Golf-áramlat.
A tenger két feltűnő időjárási jelensége a „keleti hullám” (easterly wave) és a norther.
- A „keleti hullám” idején az égbolt hirtelen beborul, a szél pedig felerősödik, de csak kevés esőt hoz.
- A norther a kontinens lehűlésének következményeként télen, Észak-Amerika felől havonta egyszer-kétszer a tengerre kifutó, heves szél, amelynek ereje elérheti a Beaufort-skála 8-as fokozatát.[2]